# Ministr obchodu Čínské lidové republiky
Ministr obchodu Čínské lidové republiky (čínsky v českém přepisu čung-chua žen-min kung-che-kuo šang-wu-pu pu-čang, pchin-jinem zhōnghuá rénmín gònghéguó shāngwùbù bùzhǎng, znaky zjednodušené 中华人民共和国商务部部长, tradiční 中華人民共和國商務部部長) je člen Státní rady Čínské lidové republiky, čínské vlády, stojící v čele Ministerstva obchodu Čínské lidové republiky.
V současnosti post ministra obchodu ve druhé Li Kche-čchiangově vládě od 26. prosince 2020 zastává Wang Wen-tchao.

## Jmenovací proces
Podle Ústavy Čínské lidové republiky je ministr nominován premiérem a následně schválen Všečínským shromážděním lidových zástupců, nebo jeho stálým výborem. Do funkce je poté jmenován prezidentem Čínské lidové republiky.

## Seznam ministrů
| #                                                                             | Portrét                                                       | Jméno                                                         | Narození a úmrtí                                              | Funkční období                                                | Funkční období                                                | Funkční období                                                | Vláda                                                         |
| #                                                                             | Portrét                                                       | Jméno                                                         | Narození a úmrtí                                              | Nástup do úřadu                                               | Opuštění úřadu                                                | Dny v úřadu                                                   | Vláda                                                         |
| Ministr obchodu Ústřední lidové vlády Čínské lidové republiky                 | Ministr obchodu Ústřední lidové vlády Čínské lidové republiky | Ministr obchodu Ústřední lidové vlády Čínské lidové republiky | Ministr obchodu Ústřední lidové vlády Čínské lidové republiky | Ministr obchodu Ústřední lidové vlády Čínské lidové republiky | Ministr obchodu Ústřední lidové vlády Čínské lidové republiky | Ministr obchodu Ústřední lidové vlády Čínské lidové republiky | Ministr obchodu Ústřední lidové vlády Čínské lidové republiky |
| ----------------------------------------------------------------------------- | ------------------------------------------------------------- | ------------------------------------------------------------- | ------------------------------------------------------------- | ------------------------------------------------------------- | ------------------------------------------------------------- | ------------------------------------------------------------- | ------------------------------------------------------------- |
| 1.                                                                            |                                                               | Je Ťi-čuang 叶季壮                                            | 1893–1967                                                     | 19. října 1949                                                | 7. srpna 1952                                                 | 2 roky a 293 dní                                              | Čou En-laj I                                                  |
| Ministr zahraničního obchodu Ústřední lidové vlády Čínské lidové republiky    |                                                               |                                                               |                                                               |                                                               |                                                               |                                                               |                                                               |
| 1.                                                                            |                                                               | Je Ťi-čuang 叶季壮                                            | 1893–1967                                                     | 7. srpna 1952                                                 | 27. září 1954                                                 | 2 roky a 51 dní                                               | Čou En-laj I                                                  |
| Ministr zahraničního obchodu Čínské lidové republiky                          |                                                               |                                                               |                                                               |                                                               |                                                               |                                                               |                                                               |
| 1.                                                                            |                                                               | Je Ťi-čuang 叶季壮                                            | 1893–1967                                                     | 27. září 1954                                                 | 27. června 1967                                               | 12 let a 303 dní                                              | Čou En-laj II Čou En-laj III Čou En-laj IV                    |
| 2.                                                                            | -                                                             | Lin Chaj-jün 林海云                                           | 1911–2007                                                     | 27. června 1967                                               | Červen 1970                                                   | ~2 roky a 339 dní                                             | Čou En-laj IV                                                 |
| 3.                                                                            | -                                                             | Paj Siang-kuo 白相国                                          | 1918–1991                                                     | Červen 1970                                                   | Říjen 1973                                                    | ~3 roky a 92 dní                                              | Čou En-laj IV Čou En-laj V                                    |
| 4.                                                                            |                                                               | Li Čchiang 李强                                               | 1905–1996                                                     | Říjen 1973                                                    | 10. září 1981                                                 | ~7 let a 344 dní                                              | Čou En-laj V Chua Kuo-feng                                    |
| 5.                                                                            | -                                                             | Čeng Tchuo-pin 郑拓彬                                         | * 1924                                                        | 10. září 1981                                                 | 8. března 1982                                                | 5 měsíců a 26 dnů                                             | Chua Kuo-feng                                                 |
| Ministr zahraničních ekonomických vztahů a obchodu Čínské lidové republiky    |                                                               |                                                               |                                                               |                                                               |                                                               |                                                               |                                                               |
| 1.                                                                            | -                                                             | Čchen Mu-chua 陈慕华                                          | 1921–2011                                                     | 8. března 1982                                                | 21. března 1985                                               | 3 roky a 13 dní                                               | Čao C’-jang                                                   |
| 2.                                                                            | -                                                             | Čeng Tchuo-pin 郑拓彬                                         | * 1924                                                        | 21. března 1985                                               | 28. prosince 1990                                             | 5 let a 282 dní                                               | Čao C’-jang Li Pcheng I                                       |
| 3.                                                                            | -                                                             | Li Lan-čching 李岚清                                          | * 1932                                                        | 28. prosince 1990                                             | 16. března 1993                                               | 2 roky a 78 dní                                               | Li Pcheng I                                                   |
| Ministr zahraničního obchodu a hospodářské spolupráce Čínské lidové republiky |                                                               |                                                               |                                                               |                                                               |                                                               |                                                               |                                                               |
| 1.                                                                            | -                                                             | Li Lan-čching 李岚清                                          | * 1932                                                        | 16. března 1993                                               | 29. března 1993                                               | 13 dnů                                                        | Li Pcheng II                                                  |
| 2.                                                                            |                                                               | Wu I 吴仪                                                     | * 1938                                                        | 29. března 1993                                               | 18. března 1998                                               | 4 roky a 354 dní                                              | Li Pcheng II                                                  |
| 3.                                                                            | -                                                             | Š’ Kuang-šeng 石廣生                                          | * 1939                                                        | 18. března 1998                                               | 17. března 2003                                               | 4 roky a 364 dní                                              | Ču Žung-ťi                                                    |
| Ministr obchodu Čínské lidové republiky                                       |                                                               |                                                               |                                                               |                                                               |                                                               |                                                               |                                                               |
| 1.                                                                            | -                                                             | Lü Fu-jüan 吕福源                                             | 1945–2004                                                     | 17. března 2003                                               | 29. února 2004                                                | 11 měsíců a 12 dnů                                            | Wen Ťia-pao I                                                 |
| 2.                                                                            |                                                               | Po Si-laj 薄熙来                                              | * 1949                                                        | 29. února 2004                                                | 29. prosince 2007                                             | 3 roky a 303 dní                                              | Wen Ťia-pao I                                                 |
| 3.                                                                            |                                                               | Čchen Te-ming 陈德铭                                          | * 1949                                                        | 29. prosince 2007                                             | 16. března 2013                                               | 5 let a 77 dní                                                | Wen Ťia-pao I Wen Ťia-pao II                                  |
| 4.                                                                            |                                                               | Kao Chu-čcheng 高虎城                                         | * 1951                                                        | 16. března 2013                                               | 24. února 2017                                                | 3 roky a 345 dní                                              | Li Kche-čchiang I                                             |
| 5.                                                                            |                                                               | Čung Šan 钟山                                                 | * 1955                                                        | 24. února 2017                                                | 26. prosince 2020                                             | 3 roky a 306 dní                                              | Li Kche-čchiang I Li Kche-čchiang II                          |
| 6.                                                                            |                                                               | Wang Wen-tchao 王文涛                                         | * 1964                                                        | 26. prosince 2020                                             | úřadující                                                     | 4 roky a 65 dní                                               | Li Kche-čchiang II                                            |